# سویتنوو
سویتنوو (به چکی: Světnov) یک منطقهٔ مسکونی در جمهوری چک است که در ناحیه ژدار ناد سازاووو واقع شده‌است. سویتنوو ۱۰٫۹۹ کیلومتر مربع مساحت و ۴۶۷ نفر جمعیت دارد و ۶۱۰ متر بالاتر از سطح دریا واقع شده‌است.